# Pinene
Pinene (Betonung auf der zweiten Silbe: Pinen) sind eine Gruppe isomerer Monoterpen-Kohlenwasserstoffe, die als farblose Flüssigkeiten vorliegen und Bestandteile ätherischer Öle sind. Die Struktur leitet sich von der gesättigten Verbindung Pinan ab.

## Geschichte

Ein „γ-Pinen“ dieser Struktur entspräche nicht der Bredtschen Regel

1907 wurden von Otto Wallach drei Pinene als α, β- und γ-Pinen zugeordnet. 1921 wurde ein weiterer Vertreter entdeckt und folglich als δ-Pinen bezeichnet. Die von Wallach zugeordnete Konstitution von „γ-Pinen“ wurde 1947 durch Harry Schmidt wieder verworfen, da sie der Bredtschen Regel widerspricht. Die genannten klassischen Bezeichnungen der Pinene (α, β, γ, δ) wurden trotzdem beibehalten, da sie sich bereits zu jener Zeit in der Literatur eingebürgert hatten.

## Vertreter
Bekannt sind sechs Pinen-Isomere, je zwei Enantiomere von α-Pinen und β-Pinen sowie zwei Isomere von δ-Pinen, in der Literatur als (+)-cis-δ-Pinen und (–)-cis-δ-Pinen beschrieben.
| Gefahrensymbol | Gefahrensymbol |

| Gefahrensymbol | Gefahrensymbol |

| Gefahrensymbol | Gefahrensymbol |

| Gefahrensymbol | Gefahrensymbol |

| Gefahrensymbol | Gefahrensymbol |

| keine Einstufung verfügbar |

| keine Einstufung verfügbar |

## Vorkommen
Die α- und β-Pinene kommen in den ätherischen Ölen zahlreicher Pflanzen vor, unter anderem bei vielen Koniferen, wo der Anteil bis zu 90 % ausmacht. In der Waldkiefer ist α(+)-Pinen die Hauptkomponente, während β-Pinen in geringer Menge vorkommt. In der Fichte kommt vor allem α-(–)-Pinen vor. α- und β-Pinen machen auch den Hauptbestandteil von Terpentin bzw. Terpentinöl aus, die aus Koniferen gewonnen werden. Das ätherische Öl der Libanon-Zeder enthält etwa 39,7 % α-Pinen und 14,7 % β-Pinen, das der Mittelmeer-Zypresse etwa 57,5 % α-Pinen und 3 % β-Pinen. Außerdem kommen Pinene in den Ölen von Sumpf-Kiefer, Wacholder, mehrerer Eucalyptus-Arten (α- und β-Pinen in E. grandis und E. tereticornis, β-Pinen E. camaldulensis) sowie von Pinus kesiya, Pinus gerardiana und Pinus roxburghii vor.
α- und β-Pinen gehören zu den wichtigsten Komponenten des ätherischen Öls aus Pfefferkörnern (Piper nigrum). Außerdem gehören sie zu den wichtigsten Terpenen in Cannabis und kommen in Dill, Sternanis, Moschus-Erdbeeren, Wermutkraut, in der Myrte (Myrtus communis),  Fenchel (Foeniculum vulgare), manchmal in Petersilie (Petroselinum crispum), Guave (Psidium guajava), sowie Koriander (Coriandrum sativum) vor.
Das ätherische Öl von Boswellia sacra besteht zu etwa zwei Dritteln aus α-Pinen, außerdem sind einige Prozent β-Pinen enthalten. Das von Rosmarin (Rosmarinus officinalis) enthält bis über 50 % α-Pinen, das von Muskatnuss (Myristica fragrans) je etwa 10 % α- und β-Pinen, das von Sellerie (Apium graveolens) enthält ebenfalls α- und β-Pinen, das von Kreuzkümmel (Cuminum cyminum) vor allem β-Pinen, das von Kümmel kleine Mengen α-Pinen.
α-Pinen ist eine wichtige Komponente im Sexualpheromon der weiblichen Olivenfruchtfliege. Propolis enthält bis zu 46 % α-Pinen und bis zu 21 % β-Pinen.
α-Pinen gehört neben Toluol zu den mengenmäßig wichtigsten flüchtigen Verbindungen, die von Möbeln abgesondert werden.

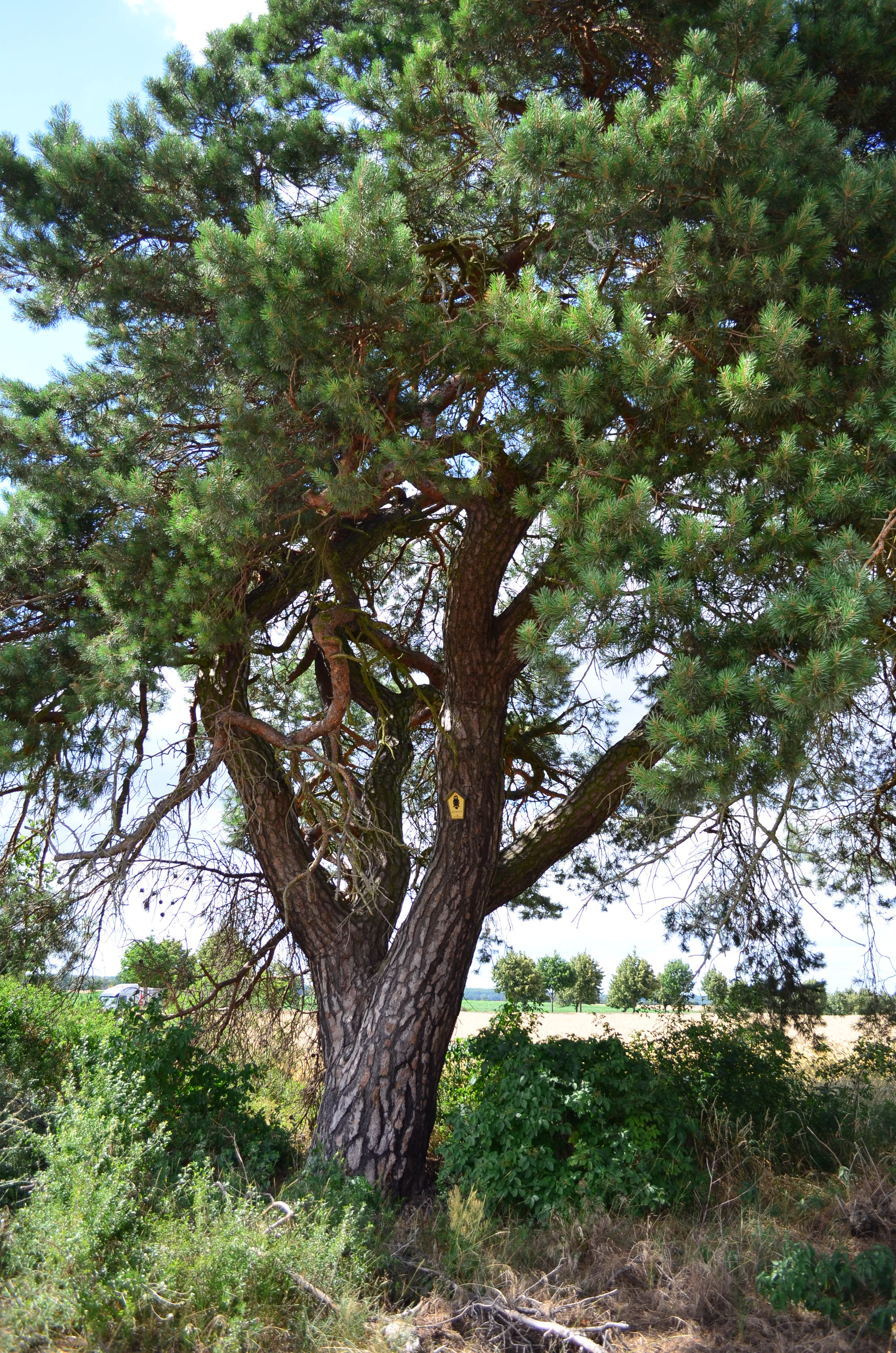
Waldkiefer
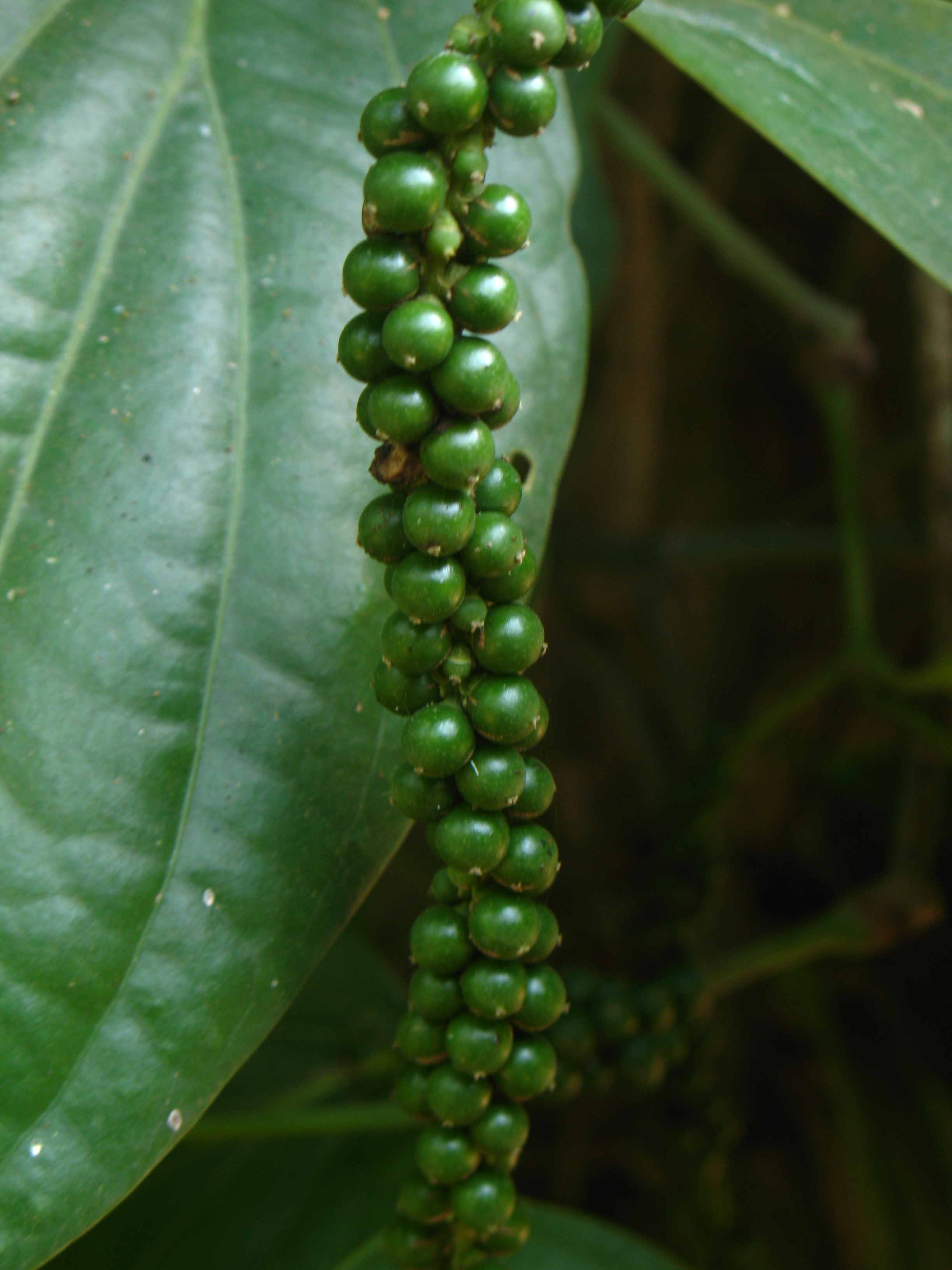
Pfefferkörner
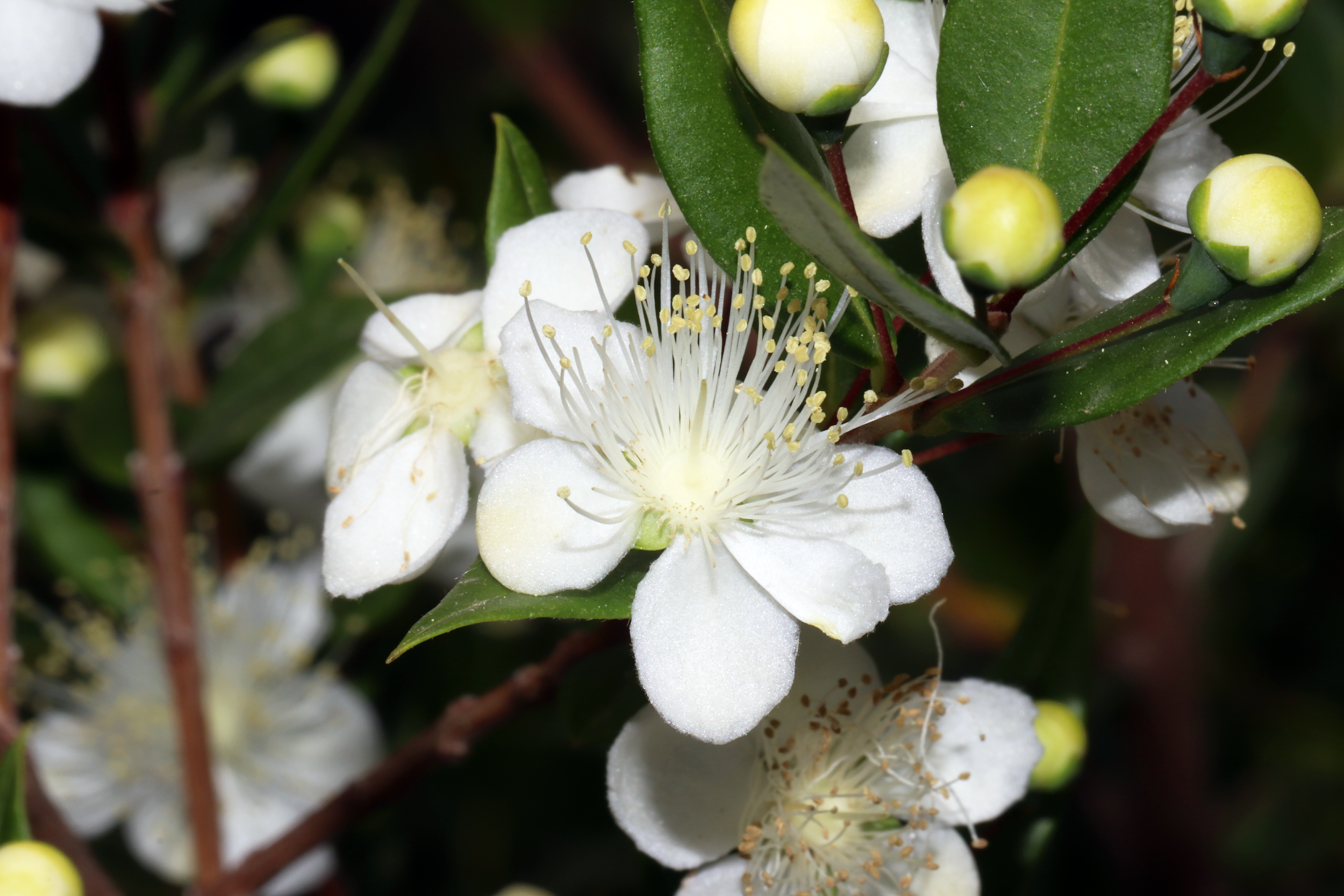
Myrte
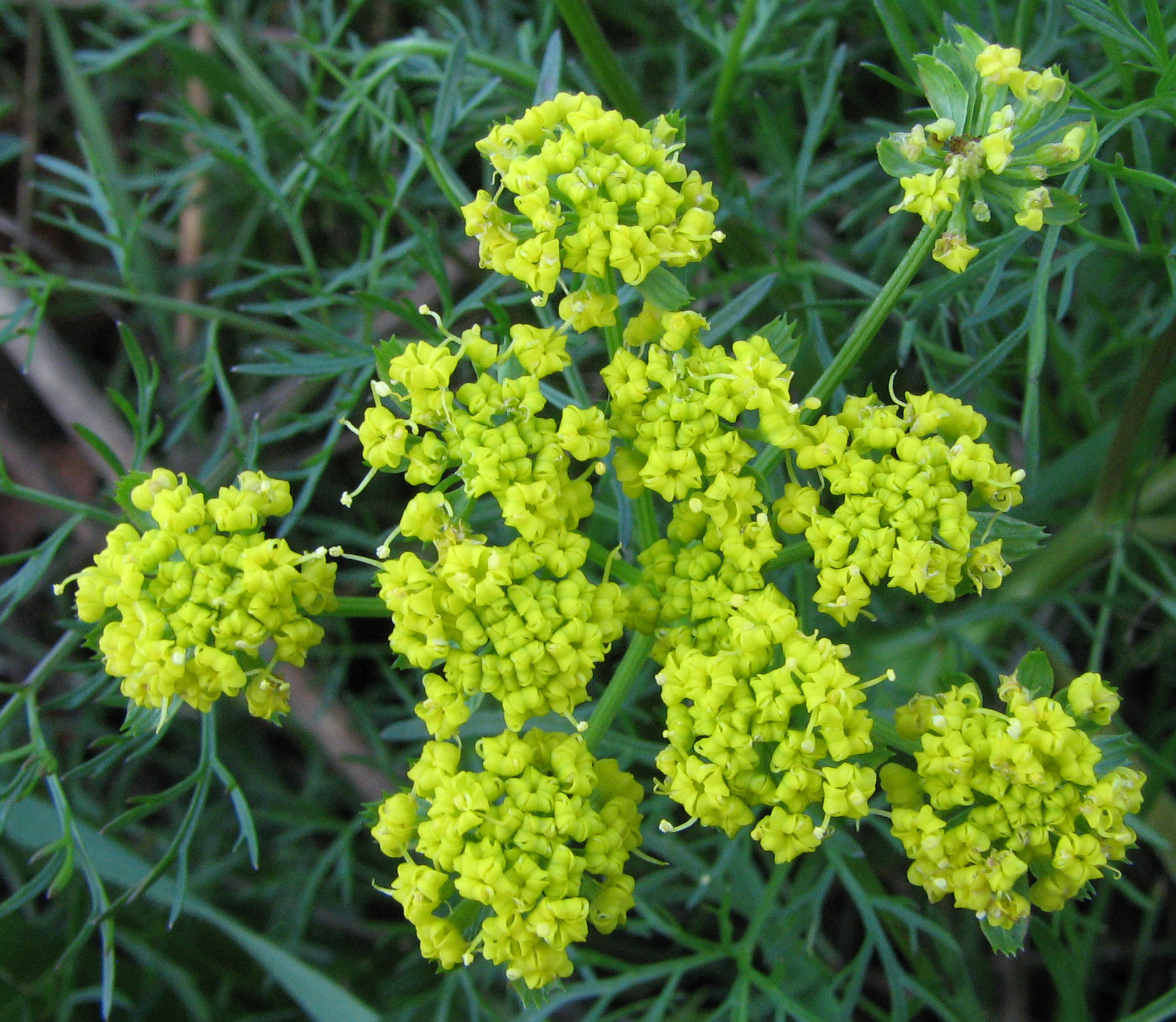
Fenchel
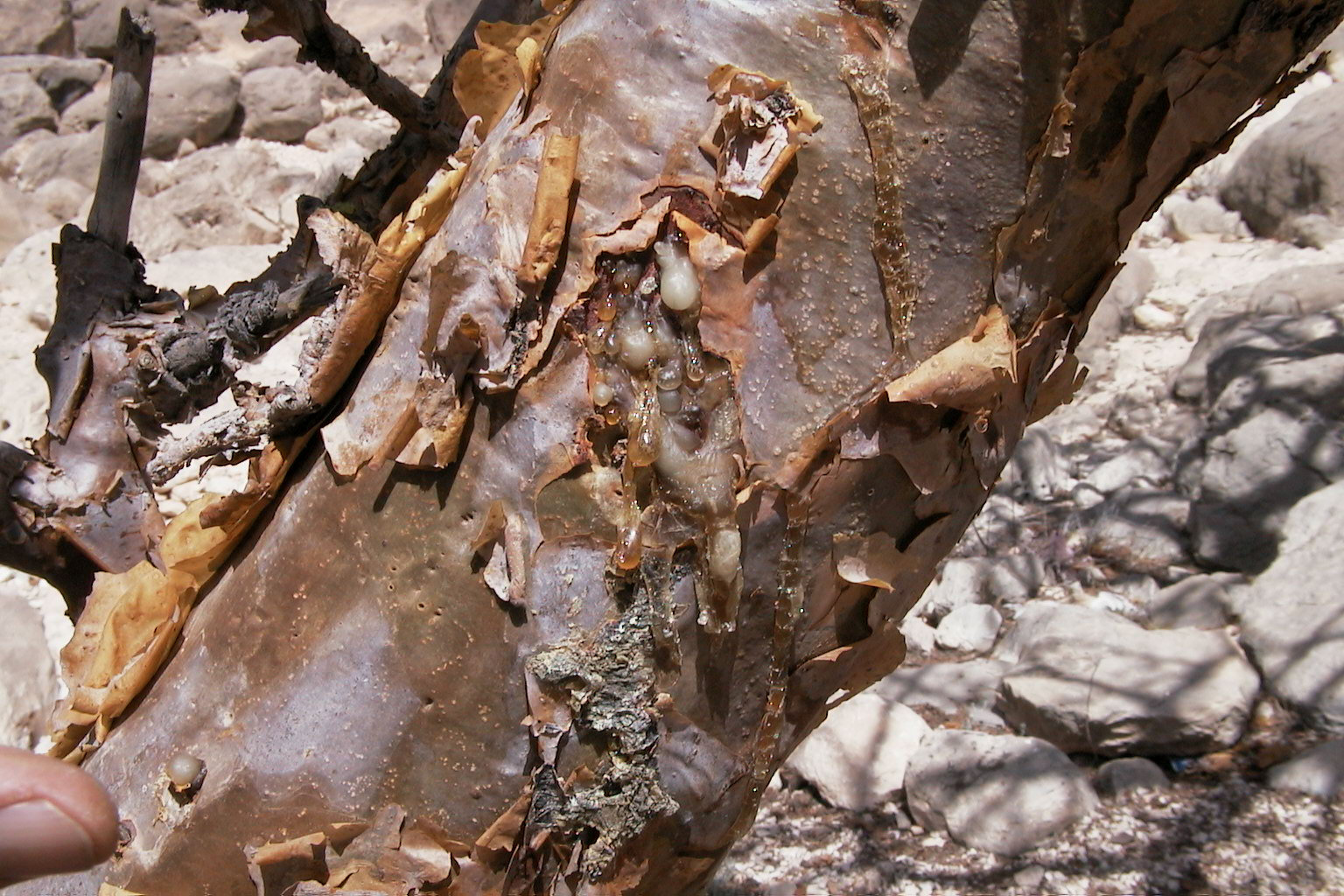
Boswellia sacra
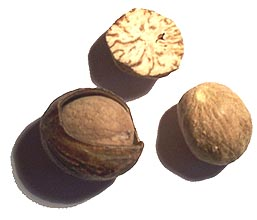
Muskatnuss
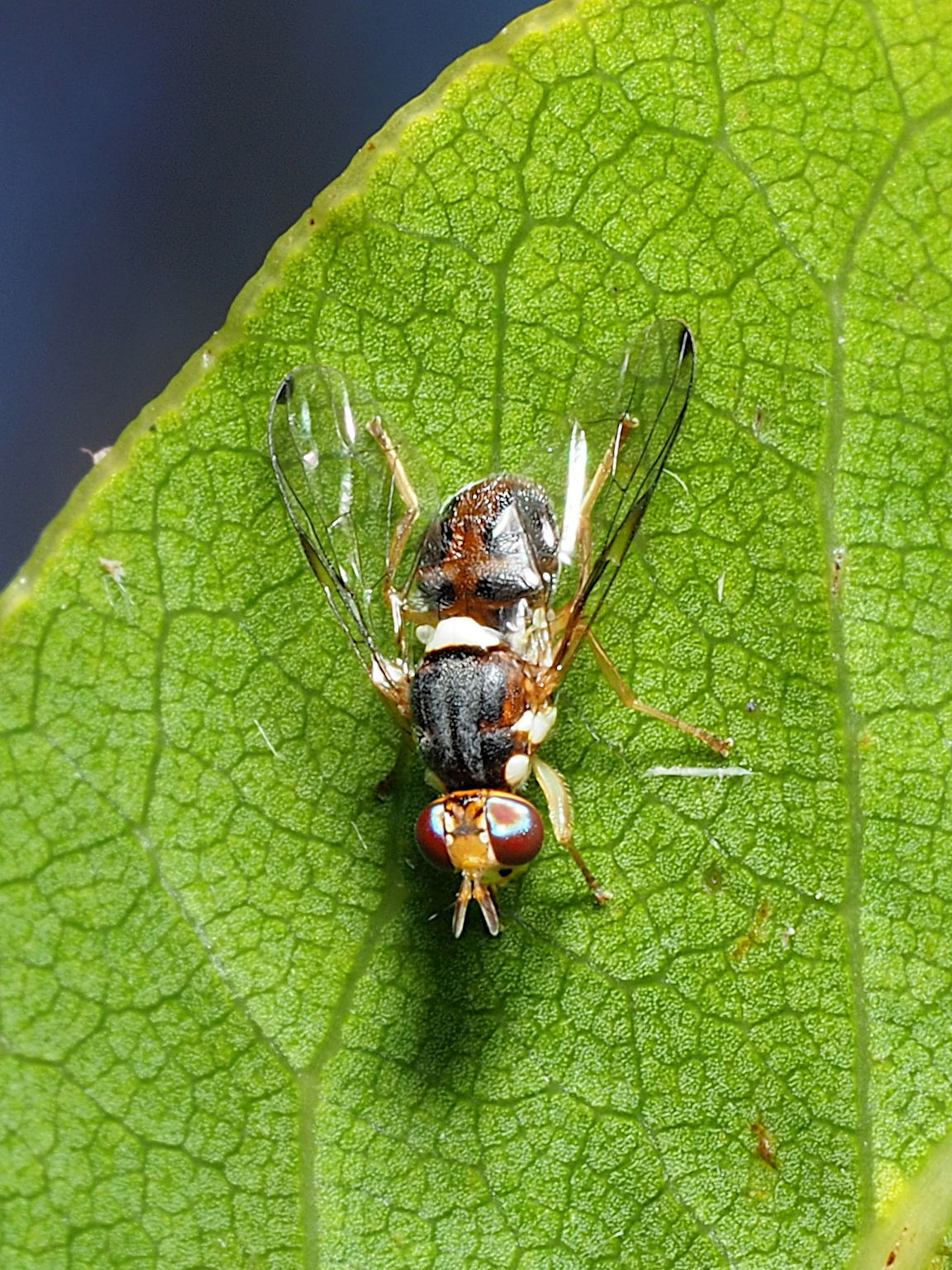
Olivenfruchtfliege

## Biosynthese
α-Pinen und β-Pinen werden beide aus Geranylpyrophosphat durch Cyclisierung von Linalool-pyrophosphat gefolgt durch Umlagerung eines Wasserstoffatoms synthetisiert.

## Synthese

Hagemanns Ester

α- und β-Pinen können ausgehend vom Hagemann-Ester synthetisiert werden.

## Eigenschaften
Pinene sind wenig flüchtige, entzündliche, klare Flüssigkeiten mit terpentinartigem Geruch, weniger dicht als Wasser, und in Wasser unlöslich. Ihre Schmelz- und Siedetemperaturen sowie ihre Dichten unterscheiden sich nur geringfügig. α-Pinen oxidiert üblicherweise zu Verbenon, Myrtenol, Pinenoxid und weiteren Produkten.

### Toxikologie
α-Pinen in höheren Dosen wird durch seine Reizwirkung auf Augen, Atemwege und Haut, und mögliche neuro- und nephrotoxische Wirkungen als gesundheitsschädlich eingestuft. Auch β-Pinen wirkt reizend.

### Risikobewertung
Pin-2(10)-en wurde 2014 von der EU gemäß der Verordnung (EG) Nr. 1907/2006 (REACH) im Rahmen der Stoffbewertung in den fortlaufenden Aktionsplan der Gemeinschaft (CoRAP) aufgenommen. Hierbei werden die Auswirkungen des Stoffs auf die menschliche Gesundheit bzw. die Umwelt neu bewertet und ggf. Folgemaßnahmen eingeleitet. Ursächlich für die Aufnahme von Pin-2(10)-en waren die Besorgnisse bezüglich Verbraucherverwendung, hoher (aggregierter) Tonnage und weit verbreiteter Verwendung sowie der vermuteten Gefahren durch sensibilisierende Eigenschaften. Die Neubewertung fand ab 2014 statt und wurde von Griechenland durchgeführt. Anschließend wurde ein Abschlussbericht veröffentlicht.

### Pharmakologische Eigenschaften
α-Pinen hat in verschiedenen Studien (vor allem in vitro) Wirkungen gezeigt (z. B. antibakteriell, fungizid und gegen Krebs), durch die es sich möglicherweise für eine zukünftige medizinische Anwendung eignet. Die Wirkungen sind je nach Stereoisomer unterschiedlich ausgeprägt. α-Pinen wirkt möglicherweise antientzündlich und zumindest in vitro antimikrobiell und fungizid gegen Arten der Gattung Candida. In niedrigen Dosen wirkt α-Pinen bronchospasmolytisch. α-(+)-, α-(–)- und β-(–)-Pinen wirken in vitro als Inhibitoren der Acetylcholinesterase.
Es gibt Hinweise, dass Terpene im Allgemeinen und (+)-α-Pinen im Besonderen möglicherweise die pharmakologischen Effekte von Cannabinoiden (z. B. Cannabidiol) verstärken, was als Entourage-Effekt bezeichnet wird. Die Existenz dieses Effekts ist allerdings umstritten, insbesondere gibt es bisher keine klinischen Studien, die ihn belegen.

## Verwendung
Pinene werden als Aromastoffe verwendet. In der EU ist α-Pinen unter der FL-Nummer 01.004 als Aromastoff für Lebensmittel allgemein zugelassen. Eine analoge Zulassung besteht für β-Pinen unter der FL-Nummer 01.003. Die Geruchsschwelle von α-Pinen ist etwa 2,5-62 ppb, die Geschmacksschwelle etwa 10 ppm; die jährliche Verwendung (unter anderem zur Aromatisierung von Bonbons und Kaugummi) liegt über zehn Tonnen. Bei β-Pinen liegt die Geruchsschwelle bei 140 ppb, die Geschmacksschwelle bei 15-100 ppm und die Verwendungsmenge bei einigen Tonnen pro Jahr.
Pinene können als Edukte für die Synthese diverser weiterer Verbindungen dienen. Säurekatalysiert (mit Essigsäure und Phosphorsäure) oder durch mikrobielle Umwandlungen können α- und β-Pinen zu Terpineol umgesetzt werden. Aus α-Pinen können Verbenol und Verbenon biotechnologisch gewonnen werden. Auch Aminosäurederivate und andere Verbindungen können ausgehend von Pinenen hergestellt werden.

## Nachweis
Zur zuverlässigen qualitativen und quantitativen Bestimmung kommt nach angemessener Probenvorbereitung die Kopplung von Gaschromatographie und Massenspektrometrie zum Einsatz. Auch die Anwendung der Olfaktometrie wird zur Identifizierung und Charakterisierung herangezogen.